# 北宋鄜延路帅臣列表
北宋鄜延路帅臣，指鄜延路安抚司的长官，或称安抚使，或称经略安抚使。

## 历任经略安抚使

### 宋太祖朝
- 焦继勋（960年）
- 赵赞（960年－961年）
- 焦继勋（961年－962年）
- 赵赞（962年－968年）
- 伊审徵（968年－975年）

### 宋太宗朝
- 伊审徵
- 王文宝
- 翟守素（985年）
- 慕容德丰（986年）
- 米信（987年－989年）
- 慕容德丰（992年）
- 田重进（993年－994年）
- 王显（994年－996年）
- 薛惟吉（996年）
- 赵昌言（997年）

### 宋真宗朝
- 王承衎（999年）
- 杜彦钧
- 刘廷伟（1001年）
- 马知节（1002年）
- 李允正（1002年－1004年）
- 向敏中（1005年－1007年）
- 李继昌（1008年－1011年）
- 李及（1012年－1014年）
- 李防（1015年－1017年）
- 赵湘
- 薛奎（1021年－1022年）

### 宋仁宗朝
- 薛奎（1022年－1024年）
- 赵贺（1024年－1026年）
- 李防
- 薛田（1027年－1029年）
- 李若谷（1030年－1032年）
- 李绎（1032年－1034年）
- 黄总
- 李绎
- 郭劝（1037年－1038年）
- 范雍（1038年－1040年）
- 赵振（1040年）
- 张存（1040年）
- 范仲淹（1040年－1041年）
- 庞籍（1041年－1045年）
- 梁适（1045年）
- 沈邈（1045年－1047年）
- 程琳（1047年－1049年）
- 李昭亮（1049年－1051年）
- 狄青（1051年）
- 施昌言（1051年－1054年）
- 吴育（1055年－1056年）
- 夏安期（1056年－1058年）
- 吕公弼（1059年－1060年）
- 程戡（1060年－1063年）

### 宋英宗朝
- 程戡（1063年－1066年）
- 陆诜（1066年－1067年）
- 郭逵（1067年）

### 宋神宗朝
- 郭逵（1067年－1071年）
- 赵卨（1071年－1075年）
- 李承之（1075年－1077年）
- 吕惠卿（1077年－1080年）
- 沈括（1080年－1082年）
- 种谔（1082年－1083年）
- 刘昌祚（1083年－1085年）
- 赵卨（1085年）

### 宋哲宗朝
- 赵卨（1085年－1091年）
- 范纯粹（1091年－1092年）
- 李南公（1092年－1094年）
- 范纯粹（1094年－1095年）
- 吕惠卿（1095年－1100年）

### 宋徽宗朝
- 吕惠卿（1100年）
- 陆师闵（1100年）
- 孔武仲（1100年）
- 范纯粹（1101年）
- 王博闻（1101年－1102年）
- 邢恕（1102年－1103年）
- 陶节夫（1103年－1106年）
- 钟传（1106年－1107年）
- 钱即（1107年－1111年）
- 李譓（1111年－1112年）
- 贾炎（1112年－1113年）
- 侯临（1113年－1114年）
- 贾炎（1114年－1115年）
- 马防
- 张深（1115年－1117年）
- 刘延寿（1118年－1119年）
- 刘韐（1119年）
- 贾炎（1120年）
- 赵铨（1122年）
- 薛嗣昌（1123年－1124年）

### 宋钦宗朝
- 任谅（1126年）
- 张深（1126年－1127年）